# George Washington Carver
George Washington Carver (cca 1864 Diamond, Missouri – 5. ledna 1943 Tuskegee, Alabama) byl americký botanik a vynálezce, časopisem Time nazvaný „Černý Leonardo”.
Zabýval se především šlechtitelstvím a pěstitelstvím, vyzýval zemědělce na jihu USA, aby přešli k pěstování plodin alternativních k bavlně a snížili tak svou ekonomickou zranitelnost – šlechtil za tím účelem arašídy, sóju či sladké brambory. Vynalézal z těchto plodin také různé sekundární výrobky – od kosmetiky, přes plasty až po nitroglycerin. Jeho výzkum zachránil jih USA poté, co bavlníková monokultura na počátku 20. století zcela vyčerpala místní půdu.